# Moses Gunn
Moses Gunn (San Luis, Misuri, 2 de octubre de 1929-Guilford, Connecticut, 16 de diciembre de 1993) fue un actor estadounidense, ganador de un premio Obie, y cofundador de la Negro Ensemble Company en la década de 1960.

## Biografía
Nacido en San Luis (Misuri), sus padres eran Mary y George Gunn, y él era el mayor de siete hermanos. Tras el fallecimiento de su madre, su familia se disgregó, y Moses abandonó el hogar a los 12 años de edad. Estudió en San Luis mientras vivía en casa de Jewel Richie, su profesora de inglés y de dicción. En 1954 Gunn inició un período de tres años en las Fuerzas Armadas. En 1959 recibió su Bachelor of Arts en la Universidad Estatal de Tennessee, y entre 1959 y 1961 estudió en la Universidad de Kansas arte dramático.
Buen actor de carácter cinematográfico y televisivo, Gunn disfrutó de una carrera de éxitos en el teatro. Debutó en las tablas en Nueva York con la obra de Jean Genet The Blacks (1962). Entre su trabajo teatral destaca su interpretación en Otelo en Broadway en 1970, y en 1976 fue nominado al Tony al mejor actor por su trabajo en The Poison Tree.
Gunn es recordado principalmente por su interpretación de Ellsworth Raymond "Bumpy" Jonas en las dos primeras películas de Shaft, y por su breve papel de Booker T. Washington en el film de 1981 Ragtime, actuación que le valió un National Association for the Advancement of Colored People Image Award. Fue nominado a un Emmy en 1977 por su trabajo en la serie televisiva Raíces. Trabajó junto a Avery Brooks en la serie televisiva A Man Called Hawk (1989). Además de todo ello, trabajó en el sitcom Good Times, en Little House on the Prairie y en el drama de la NBC de los años ochenta Father Murphy. Su último papel de importancia tuvo lugar en un episodio de Homicide: Life on the Street.
Moses Gunn falleció en 1993, a causa de complicaciones a causa de un asma, en Guilford, Connecticut.

## Filmografía
- 1964 Nothing But a Man (debut cinematográfico).
- 1971 Shaft, como Bumpy Jonas.
- 1972 Shaft's Big Score!, como Bumpy Jonas.
- 1973 The Iceman Cometh, como Joe Mott.
- 1973 Kung Fu ..(1 episodio).."The Stone", como Isaac Montola.
- 1972 The Hot Rock, como Dr. Amusa.
- 1974 Amazing Grace, como Welton J. Waters.
- 1975 Cornbread, Earl and Me, como Benjamin Blackwell.
- 1975 Rollerball, como Cletus.
- 1977 Raíces, como Kintango.
- 1980 The Ninth Configuration, como alcalde Nammack.
- 1981 Ragtime, como Booker T. Washington.
- 1982 Amityville II: The Possession, como Detective Turner.
- 1984 The NeverEnding Story, como Cairon.
- 1984 Firestarter, como Dr. Herman Pynchot.
- 1986 Heartbreak Ridge, como Sargento Webster.
- 1989 The Women of Brewster Place
- 1991 Brother Future
- 1991 Perfect Harmony, como Zeke.